# Austalis lucilioides
Austalis lucilioides är en tvåvingeart som först beskrevs av Walker 1861.  Austalis lucilioides ingår i släktet Austalis och familjen blomflugor. Inga underarter finns listade i Catalogue of Life.